# Nepinnotheres villosulus
Nepinnotheres villosulus is een krabbensoort uit de familie van de Pinnotheridae. De wetenschappelijke naam van de soort is voor het eerst geldig gepubliceerd in 1831 door Guérin.